# Merles-sur-Loison
Merles-sur-Loison is een gemeente in het Franse departement Meuse (regio Grand Est) en telt 148 inwoners (2005).
De plaats maakt deel uit van het kanton Montmédy in het arrondissement Verdun. Tot 1 januari 2015 was het deel van het kanton Damvillers, dat op die dag werd opgeheven.

## Geografie
De oppervlakte van Merles-sur-Loison bedraagt 11,1 km², de bevolkingsdichtheid is 13,3 inwoners per km².
Het plaatsje ligt aan de Loison, zoals de naam al suggereert.
De onderstaande kaart toont de ligging van Merles-sur-Loison met de belangrijkste infrastructuur en aangrenzende gemeenten.

## Demografie
Onderstaande figuur toont het verloop van het inwonertal (bron: INSEE-tellingen).